# Падурени (Констанца)
Падурени (рум. Pădureni) насеље је у Румунији у округу Констанца у општини Добромир. Oпштина се налази на надморској висини од 95 m.

## Становништво
Према подацима из 2002. године у насељу је живело 157 становника, од којих су сви румунске националности.